# Nicolas Richter
Nicolas Richter (* 1973 in Genf, Schweiz) ist Journalist.

## Werdegang
Nach dem Jura-Studium in München und Paris arbeitete Richter zunächst in den New Yorker Büros der Deutschen Presse-Agentur und des ZDF und volontierte anschließend bei der Süddeutschen Zeitung (SZ).
Im Außenpolitik-Ressort der SZ schrieb Richter über Völkerrecht, internationales Strafrecht und Terrorbekämpfung.
Von 2009 bis 2012 war er Redakteur im Recherche-Ressort der SZ; gemeinsam mit Klaus Ott enthüllte er die Formel-1-Affäre um Bernie Ecclestone und mit Hans Leyendecker die Drehbuchaffäre beim öffentlich-rechtlichen Fernsehen. Seit 2013 berichtet er als Washington-Korrespondent der SZ über US-amerikanische Politik und Gesellschaft. Seit Anfang 2018 leitet er gemeinsam mit Bastian Obermayer das Ressort Investigative Recherche der SZ.

## Preise und Auszeichnungen
- Wächterpreis der Tagespresse 2007, mit Hans Leyendecker über den Fall El Masri
- Helmut-Schmidt-Journalistenpreis 2010, gemeinsam mit Klaus Ott und Hans Leyendecker
- Henri-Nannen-Preis (nominiert)
- Theodor-Wolff-Preis 2010 (nominiert[2]), 2017 (Preisträger)